# Aerials
«Aerials» —en español: «Acróbatas»— es una canción interpretada por la banda System of a Down. Fue lanzada como el tercer sencillo de su álbum Toxicity. La canción fue nominada al Grammy a la mejor interpretación de hard rock en 2003. Alcanzó la primera posición en las listas Mainstream Rock Tracks y Hot Modern Rock Tracks de la revista Billboard.

## Video musical
El video musical de la canción fue dirigido por Shavo Odadjian. Comienza mostrando un desolado y desértico lugar. La panorámica se desplaza a una carpa de circo. En su interior, la banda se está preparando para actuar, y son observados por un joven con rasgos anormales. Los ojos se estiran hacia atrás y su boca es muy pequeña, lo que le proporciona una apariencia sorprendentemente ajena y que lo distingue de los demás. Mientras la banda empieza a tocar, la imagen se enfoca en el niño viviendo un estilo de vida lujoso rodeado de gente en un entorno urbano, entre pandilleros, y un grupo de personas bailando a su alrededor. Al exterior, el niño está caminando por el Paseo de la Fama de Hollywood con dos mujeres vestidas de rojo. La escena los muestra dentro de un hotel acompañado de otras dos mujeres con vestidos semejantes a la primera, y un hombre mayor, quien parece ser su representante, intenta lograr un acuerdo con el joven. Al salir del edificio, un numeroso grupo de paparazis intercepta al niño para fotografiarlo y tratan de entrevistarlo, pero nunca emite una respuesta. Después empieza a usar su libre albedrío, decidiendo entre lo correcto e incorrecto. Durante una sesión de fotos ya no lo rodean dos damas de rojo, sino una de rojo y otra de celeste. Acto siguiente, el joven camina hacia el centro del circo, algunos recuerdos regresan y se muestran algunos nuevos, como en la que le llueve grandes cantidades de dinero del producto o agente. Por último, se sitúa en el centro de la pista, colocándose de forma fetal en el piso y concluye el video cuando cierra sus ojos.

## Listado de canciones

### Versión británica
| CD 1 |                            |          |  |
| N.º  | Título                     | Duración |  |
| 1.   | «Aerials» (versión radial) | 3:54     |  |
| 2.   | «Toxicity» (en vivo)       |          |  |
| 3.   | «P.L.U.C.K.» (en vivo)     |          |  |
| 4.   | «Aerials» (video)          |          |  |

| CD 2 |                                    |          |  |
| N.º  | Título                             | Duración |  |
| 1.   | «Aerials»                          | 6:11     |  |
| 2.   | «Streamline» (versión alternativa) | 3:38     |  |
| 3.   | «Sugar» (en vivo)                  |          |  |

### Versión australiana
| N.º | Título                       | Duración |  |
| 1.  | «Aerials»                    | 3:58     |  |
| 2.  | «Toxicity» (versión en vivo) | 4:41     |  |
| 3.  | «P.L.U.C.K.» (en vivo)       | 3:40     |  |

### Otras versiones
| Maxisencillo |                            |          |  |
| N.º          | Título                     | Duración |  |
| 1.           | «Aerials» (versión radial) | 3:54     |  |
| 2.           | «Toxicity» (en vivo)       |          |  |
| 3.           | «Sugar» (en vivo)          |          |  |
| 4.           | «P.L.U.C.K.» (en vivo)     |          |  |
| 5.           | «Aerials» (video)          |          |  |

| Sencillo promocional |           |          |  |
| N.º                  | Título    | Duración |  |
| 1.                   | «Aerials» | 6:11     |  |

| European Vinyl Single |                                        |          |  |
| N.º                   | Título                                 | Duración |  |
| 1.                    | «Aerials»                              | 6:11     |  |
| 2.                    | «Snowblind» (versión de Black Sabbath) | 4:40     |  |

| Sencillo de 7 pulgadas |                                        |          |  |
| N.º                    | Título                                 | Duración |  |
| 1.                     | «Aerials»                              | 6:11     |  |
| 2.                     | «Toxicity»                             | 3:39     |  |
| 3.                     | «P.L.U.C.K.»                           | 3:37     |  |
| 4.                     | «Aerials» (versión radial)             | 3:54     |  |
| 5.                     | «Aerials» (video)                      |          |  |
| 6.                     | «Streamline» (versión alternativa)     | 3:38     |  |
| 7.                     | «Sugar» (en vivo)                      |          |  |
| 8.                     | «Snowblind» (versión de Black Sabbath) | 4:40     |  |

## Posicionamiento en listas
| Lista (2002)                            | Mejor posición |
| --------------------------------------- | -------------- |
| Alemania (Media Control AG)             | 80             |
| Australia (ARIA)                        | 36             |
| Estados Unidos (Billboard Hot 100)      | 55             |
| Estados Unidos (Modern Rock Tracks)     | 1              |
| Estados Unidos (Mainstream Rock Tracks) | 1              |
| Irlanda (IRMA)                          | 35             |
| Reino Unido (UK Singles Chart)          | 34             |

### Sucesión en listas
| Anterior: «By the Way» de Red Hot Chili Peppers | Modern Rock Tracks — Sencillo Nro 1 5 de octubre de 2002 — 19 de octubre de 2002        | Siguiente: «You Know You're Right» de Nirvana |
| Anterior: «By the Way» de Red Hot Chili Peppers | Mainstream Rock Tracks — Sencillo Nro 1 28 de septiembre de 2002 — 4 de octubre de 2002 | Siguiente: «Never Again» de Nickelback        |

## Covers
Machine Gun Kelly realizó un cover en vivo de la canción, en el programa radial The Howard Stern Show. El rapero le reveló al conductor del programa, Howard Stern, que era la primera vez que presentaban su versión de «Aerials»: «La voz de Serj es tan intocable. Estoy aquí para improvisar, divertirme un poco y ver qué sucede». Por su parte, Daron Malakian a través de Instagram, compartió su opinión al respecto: «No sé mucho sobre Machine Gun Kelly. Siempre es un honor cuando alguien hace una versión de tu canción, así que no puedo odiar al tipo por intentarlo».
La banda Amon Amarth publicó un cover de la canción en el álbum Surtur Rising.
Adam Gontier, ex vocalista de la banda Three Days Grace, realizó una versión acústica del tema.